# 133 Cyrene
Cyrene /saɪˈriːniː/ (định danh hành tinh vi hình: 133 Cyrene) là một tiểu hành tinh kiểu S khá lớn và rất sáng ở vành đai chính. Ngày 16 tháng 8 năm 1873, nhà thiên văn học người Mỹ gốc Canada James C. Watson phát hiện tiểu hành tinh Cyrene khi ông thực hiện quan sát tại Đài quan sát Detroit và đặt tên nó theo Cyrene, con gái của vua Hypseus và là người yêu của Apollo trong thần thoại Hy Lạp.